# Rödlasberg (Oberpfälzisches Hügelland)
Der Rödlasberg (auch: Der Berg oder Lattenhöhe) ist eine 579 m ü. NHN hohe Erhebung  im Oberpfälzischen Hügelland im Norden der Gemeinde Hirschau bei der Ortschaft Massenricht im Landkreis Amberg-Sulzbach in Bayern.

## Herkunft des Namens
Der Rödlasberg wird bezeichnet nach dem nördlich vom Gipfel gelegenen Weiler Rödlas. Der Name Rödlas deutet auf eine Rodung hin.

## Geographie

### Geographische Lage
Der Rödlasberg liegt im nördlichen Gemeindegebiet der Stadt Hirschau. Den Rödlasberg erreicht man über zwei Abzweigungen in und bei der Ortschaft Massenricht über die Ortschaft Rödlas. Massenricht erreicht man von Hirschau aus über Ehenfeld nach sieben Kilometern über die Kreisstraße AS 18 oder nach sechs Kilometern über Nebenstraßen von Kohlberg aus. Von Freihung aus erreicht man Rödlas über die AS 18 über Elbart nach etwa fünf Kilometern.

### Naturräumliche Zuordnung
Der Rödlasberg liegt im Norden des Oberpfälzischen Hügellandes. Da von den Einzelblättern 1:200.000 zum Handbuch der naturräumlichen Gliederung Deutschlands das Blatt 154/155 Bayreuth nicht erschienen ist, existiert für den Nordteil des Oberpfälzischen Hügellandes keine Feingliederung.
In einschlägiger Fachliteratur wird die geologische Untereinheit, in der Rödlas liegt, als Kohlberger Höhenrücken bezeichnet.

## Kultur und Sehenswürdigkeiten

### Bauwerke

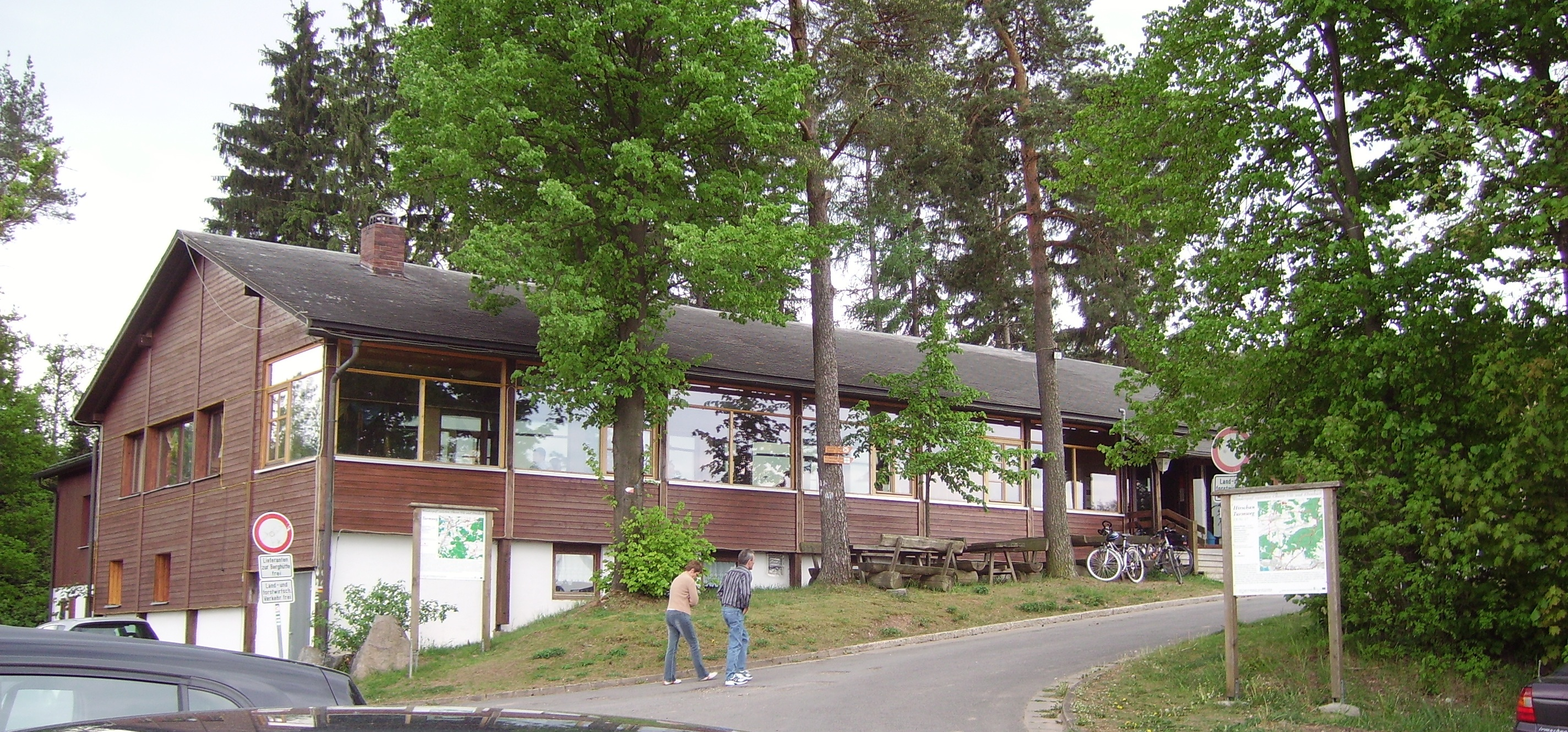
Rödlaser Berghütte

#### Rödlaser Berghütte
Die Rödlaser Berghütte am Rödlasberg befindet sich im Besitz der Ortsgruppe des Oberpfälzer Waldvereins. Vor allem von Naherholungsgästen und Wanderern, die die Wanderwege der Umgebung nutzen, wird die Hütte, wie die Rödlaser Berghütte von den Einheimischen genannt wird, frequentiert.

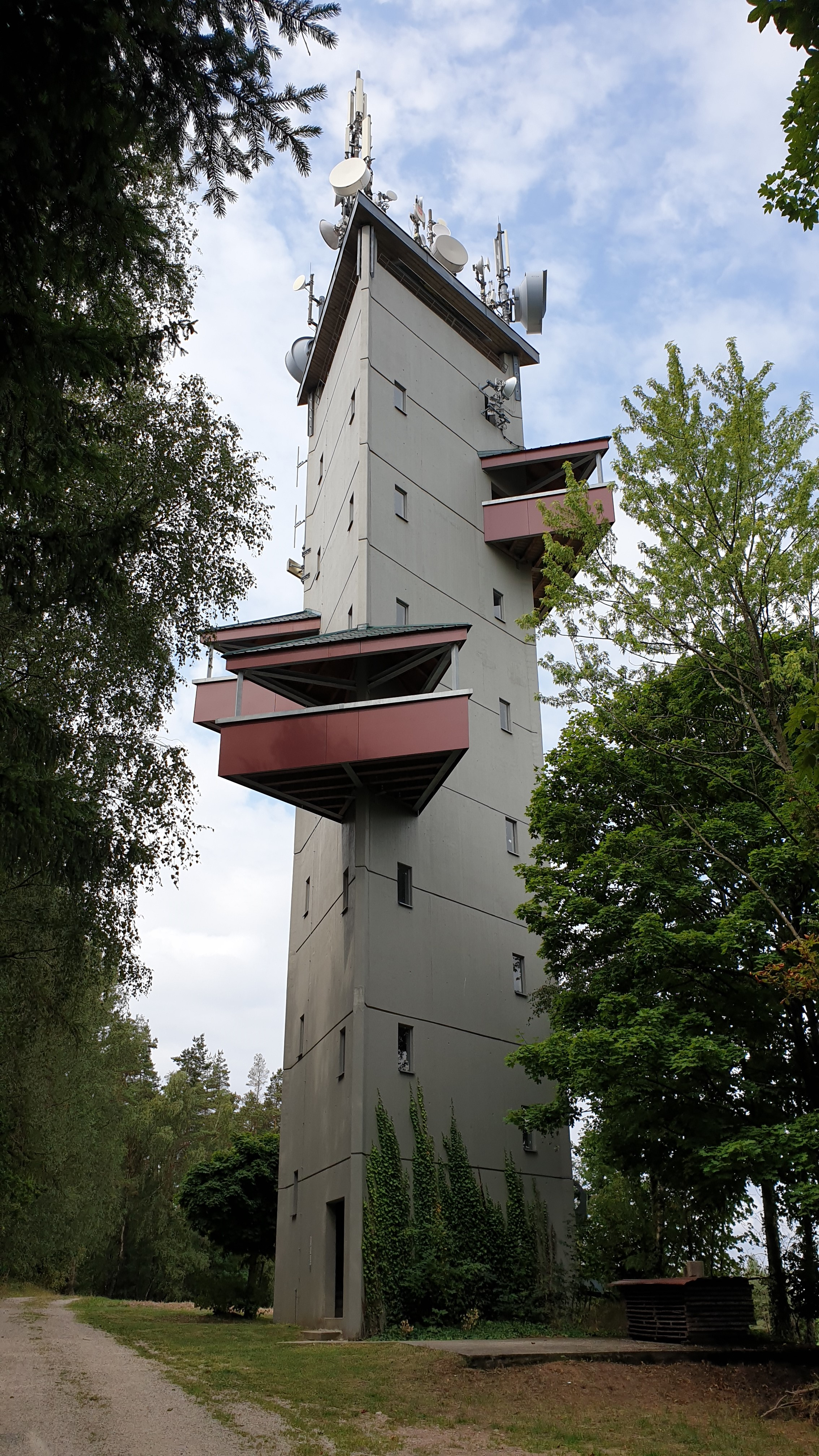
Rödlasturm

#### Rödlasturm
Der Rödlasturm ist ein 32 Meter hoher Aussichtsturm auf 570 m ü. NHN. Wie die Berghütte wurde der Turm von der Massenrichter Ortsgruppe des Oberpfälzer Waldvereins erbaut. Bei klarem Wetter bietet er einen Blick auf die beiden Basaltkegel Parkstein und Rauher Kulm, im Osten auf das Gebiet der tschechischen Republik, im Süden auf Hirschau mit dem Monte Kaolino und Schnaittenbach und im Westen auf die Berge der Fränkischen Schweiz. Wegen seiner exponierten Lage wird der Aussichtsturm auch als Antennenstandort genutzt.

## Wirtschaft und Infrastruktur
Der Rödlasberg ist ein Anlaufpunkt zahlreicher Wanderwege, z. B. der Ostlinie des Main-Donau-Wegs, dem Wallenstein-Tilly-Weg oder dem Naab-Vils-Weg.
Weiterhin führen zwei von der AOVE ausgeschilderte Rundwanderwege über den Rödlasberg. Diese sind der 16 Kilometer lange Turmweg Hirschau und der 12 Kilometer lange Turmweg.

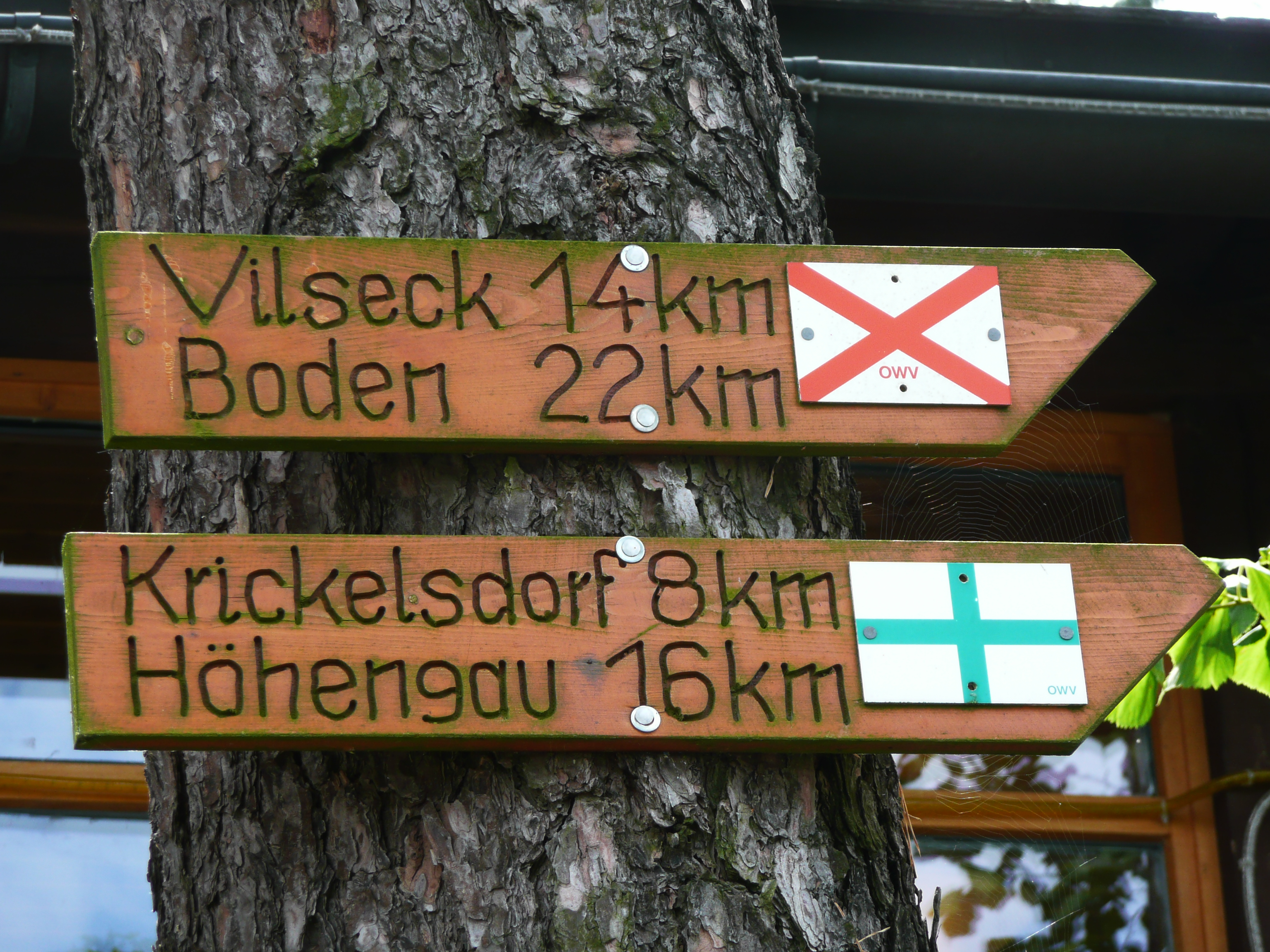
Wegweiser am Rödlas für den Wallenstein-Tilly-Weg und den Naab-Vils-Weg
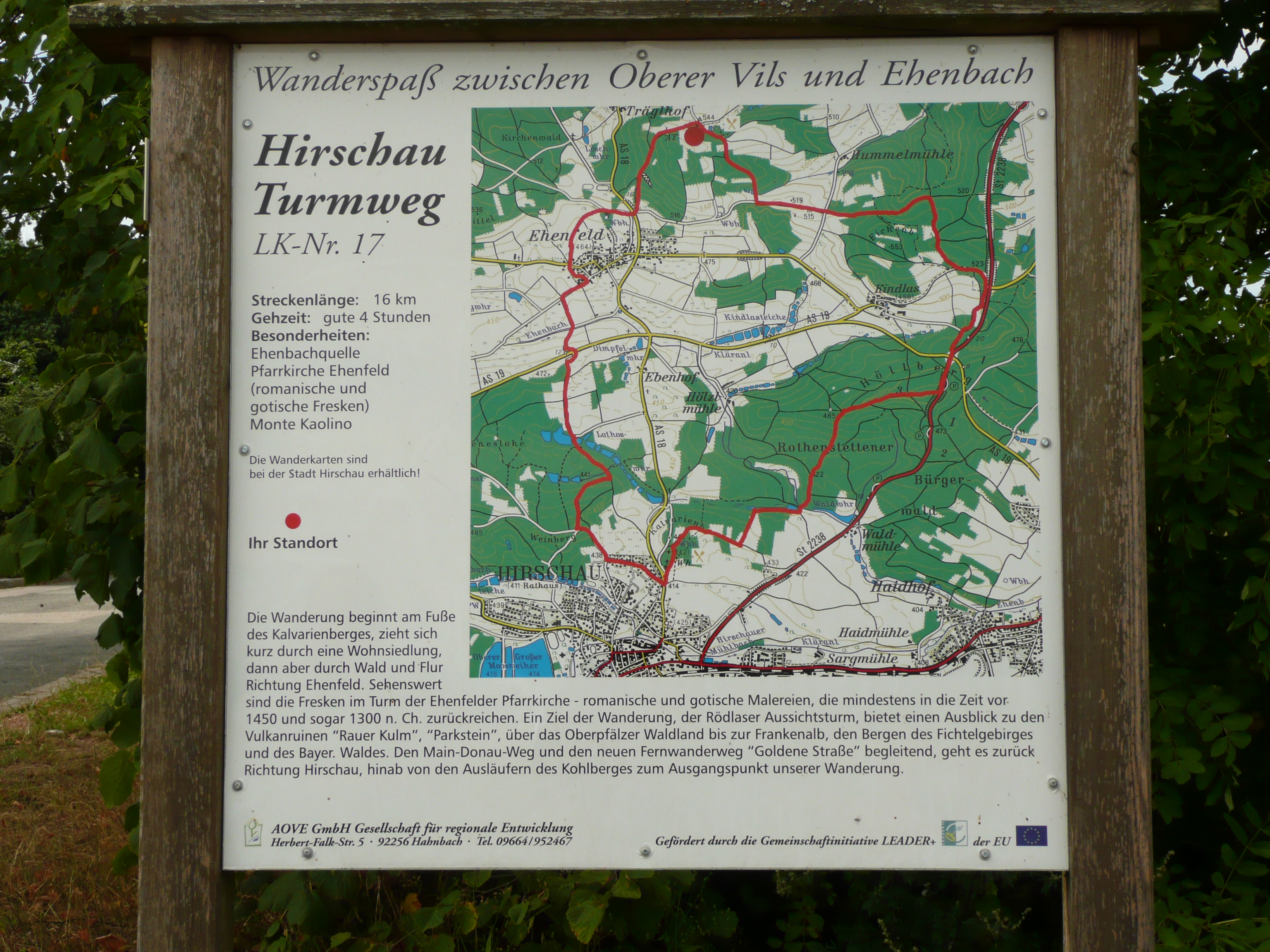
Tafel vor der Rödlaser Berghütte, dem Ausgangspunkt für den Turmweg Hirschau
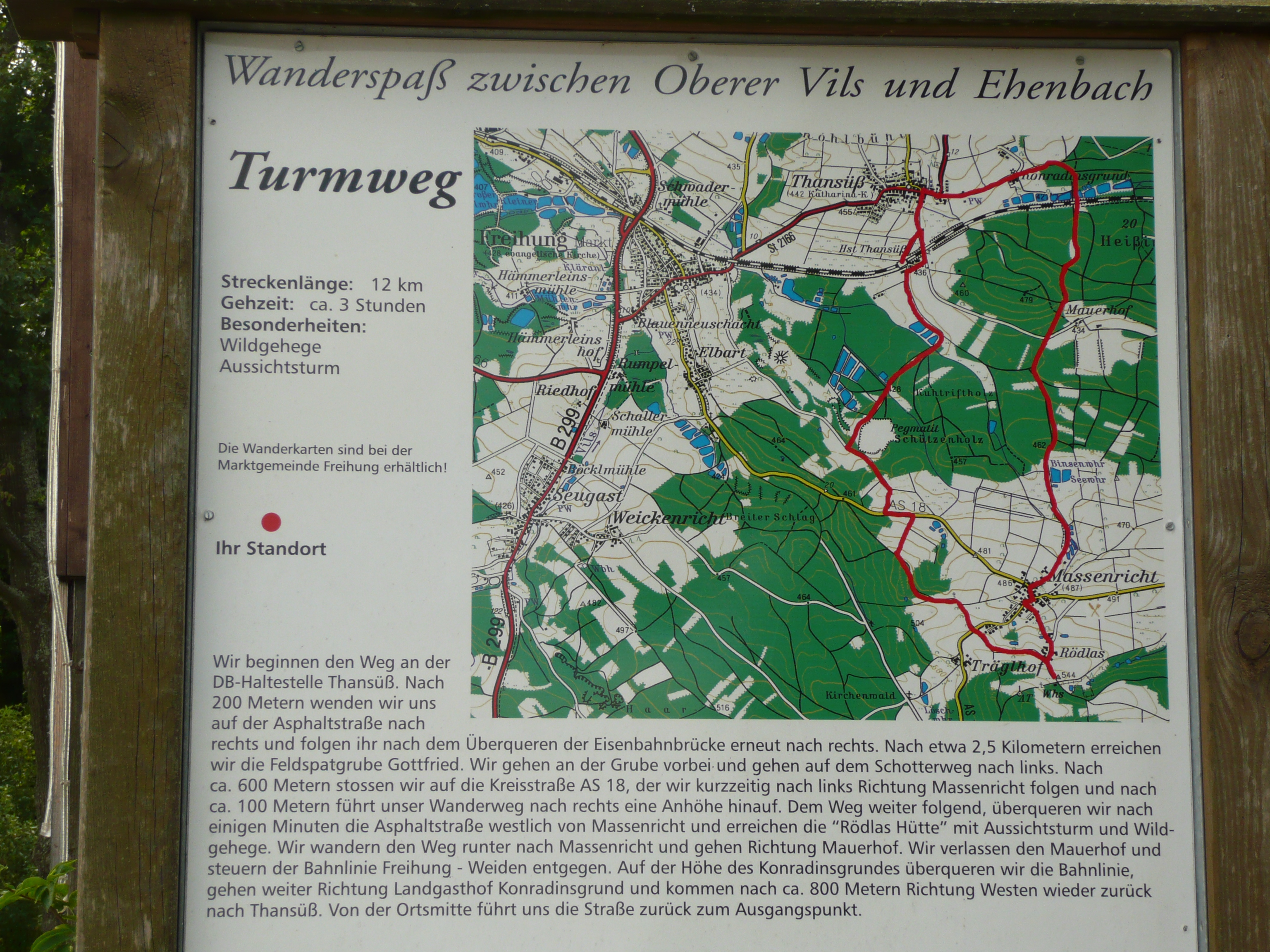
Tafel vor der Rödlaser Berghütte, dem Ausgangspunkt für den Turmweg